# Wahadło Waltenhofena
Wahadło Waltenhofena – doświadczenie fizyczne z zakresu elektromagnetyzmu. Polega ono na wprawieniu w ruch swobodnie zawieszonego wahadła – z dwiema płytkami: bez nacięć oraz z naciętymi punktami – pomiędzy dwa konduktory stożkowe zamocowane na rdzeniu transformatora i podłączeniu cewki tego transformatora do sieci elektrycznej. W szkołach do doświadczenia wykorzystuje się zazwyczaj transformatory rozbieralne ze stosownymi elementami wyposażenia. Doświadczenie zostało nazwane imieniem austriackiego fizyka, Adalberta von Waltenhofena.
Po włączeniu transformatora do sieci, czyli po wejściu wahadła w obszar pola magnetycznego, tarcza gwałtownie hamuje, ponieważ zmiana pola magnetycznego obejmowanego przez tarczę powoduje indukowanie się wewnątrz niej prądów wirowych, których pole magnetyczne, zgodnie z regułą Lenza, przeciwdziała ruchowi. W przypadku tarczy bez nacięć, hamowanie jest gwałtowne, zaś w przypadku użycia naciętej tarczy wahadła, hamowanie jest bardzo płynne.
Doświadczenie świadczy o tym, że zmiana pola magnetycznego wywołuje powstawanie wirowego pola elektrycznego, powodującego ruch ładunków w przewodniku lub metalowej płycie.